# Johann Ephraim Christian Ernst von Irwing
Johann Ephraim Christian Ernst von Irwing (* 29. Dezember 1737 in Tilsit; † 9. April 1806 in Schweidnitz) war ein preußischer Generalmajor und zuletzt Kommandant von Schweidnitz.

## Leben

### Herkunft
Er entstammt der alten Kaufmannsfamilie von Irwing. Sie stammt aus Schottland und war mit dem Deutschen Orden nach Preußen gekommen. Sein Vater war Ephraim von Irwing (* 1735; † 15. Februar 1786), Prediger in der Reformierten Gemeinde von Tilsit. Der Generalmajor Friedrich Daniel Wilhelm von Irwing war sein Bruder.

### Militärlaufbahn
Irwing besuchte ab 14. Juni 1744 das Kadettenhaus in Berlin. Von dort kam er am 1. Januar 1757 als Gefreitenkorporal in das Infanterieregiment Nr. 23 der Preußischen Armee. Am 4. Juni 1757 wurde er zum Fähnrich befördert. Während des Siebenjährigen Krieges wurde Irwing am 6. September 1758 zum Sekondeleutnant und am 27. Februar 1761 zum Premierleutnant befördert.
Nach dem Krieg wurde er am 26. Januar 1770 Stabshauptmann sowie am 17. September 1772 Hauptmann und Kompaniechef. Als solcher nahm Irwing am Bayerischen Erbfolgekrieg teil. Am 3. Dezember 1778 erhielt er den Orden Pour le Mérite. Bereits am 2. Januar 1783 wurde er Major und am 5. April 1784 Bataillonskommandeur. Am 22. September 1790 wurde er Oberstleutnant und am 11. Januar 1793 Oberst. Er wurde am 18. Januar 1705 zum Regimentskommandeur ernannt. Bereits am 12. September 1795 wurde er mit 860 Talern Gehalt sowie einer Zulage von 800 Talern als Kommandant nach Schweidnitz versetzt. Am 14. Juni 1796 wurde er zum Generalmajor mit Patent vom 29. Juni 1798 ernannt. Er starb am 9. April 1806 in Schweidnitz.

### Familie
Irwing heiratete am 22. Juli 1773 in Berlin Maria Juliane Charlotte von Benecke (* 24. Juni 1748; † 11. Mai 1804). Sie war die Tochter des Oberst Adam Friedrich von Benecke († 9. November 1760, an den Verletzungen aus der Schlacht bei Torgau). Folgende Kinder sind bekannt:
- Friederike Luise Karoline Albertine (* 16. Oktober 1774)
- Ludwig Karl Friedrich (* 27. Februar 1777; † 1. September 1838), Oberstleutnant a. D.